# Arquus
Pour les articles homonymes, voir Renault (homonymie).
Arquus, anciennement Renault Trucks Defense, est une entreprise française spécialisée dans les véhicules militaires appartenant à l'homme d'affaires français Bernard Serin, à travers le groupe belge Cockerill.

## Histoire
Lors de la Première Guerre mondiale, la production de véhicules chez Renault se concentra sur les équipements militaires, avec des chars légers Renault FT, des munitions et des moteurs d'avions. Renault a aussi construit un tracteur d'artillerie à quatre roues directrices et motrices pour l'armée française, le Renault EG. Ensuite six cents taxis (voir les taxis de la Marne) ont transporté des troupes lors de la bataille de la Marne. En tout ce sont 9 230 véhicules qui furent livrés pour l'effort de guerre.

### 2001-2018: l'ère Volvo
En 2001, Renault vend Renault Trucks Defense (RTD) au groupe Volvo. En mai 2006, Renault Trucks Defense rachète l'entreprise ACMAT, spécialiste des véhicules tactiques légers (VLRA et ALTV). En novembre 2012, Renault Trucks Defense acquiert l'entreprise française Panhard Defense. 
En novembre 2016, le groupe Volvo annonce vouloir céder Volvo Group Governement Sales, la partie défense de Volvo qui comprend Renault Trucks Defense, ACMAT, Panhard Defense, Mack Defense LLC et VGGS Oceania. VGGS représente 1,5 % du chiffre d'affaires du groupe Volvo. À cette date, 90 % des véhicules de l’armée de terre française est produit par RTD. En lice pour cette acquisition : le constructeur belge de tourelles de petit et moyen calibre CMI (Cockerill) et le groupe franco-allemand KNDS créé en 2015. Ce dernier est favorisé par l'État qui en est actionnaire à 50 %. En octobre 2017, le groupe Volvo renonce à la vente.
En décembre 2016, Jean-Yves Le Drian, ministre de la défense, annonce la victoire de Renault Trucks Defense sur un contrat pour 3 700 véhicules légers ACMAT VT4, remplaçants de la Peugeot P4. Un moyen d’ancrer le groupe, mis en vente par le suédois Volvo, sur le territoire français. Ce contrat intervient juste après un autre de 270 millions d’euros avec le Koweït décroché pour 300 véhicules lourds. Le véhicule choisi est un Ford Everest militarisé par Renault Trucks Defense.

### 2018: Renault Trucks Defense devient Arquus
Depuis le 24 mai 2018, la société s'appelle désormais Arquus, acronyme de Arma et Equus.
Le groupe suédois Volvo AB interdit en 2020 à sa filiale française de communiquer son chiffre d'affaires annuel et son résultat financier. Avec une hausse du chiffre d'affaires de 25 % en 2018 et de 38 % en 2019 où 2 156 véhicules sont livrés, il est estimé, à cette dernière date, à environ 600 millions d'euros dont 35 % dans la mise en condition opérationnelle. Son PDG Emmanuel Levacher prévoit une croissance de 10 % en 2020.

### 2024: Acquisition par le groupe belge John Cockerill
En 2024, le groupe belge John Cockerill – détenu à 80 % par l'homme d'affaires français Bernard Serin – rachète Arquus, tout en s'engageant à maintenir la direction en place et de poursuivre la production sur les sites français actuels. Politiquement, ce rachat s'inscrit dans un renforcement de la collaboration militaire entre la France et la Belgique. 
L'acquisition est finalisée en juin, et prévoit des participations de 10 % des États belges et français dans John Cockerill Defense.

## Structure
L'entreprise a son siège social à Versailles, dans le pôle technologique Paris-Saclay.
En 2016, elle emploie 1 300 salariés, compte trois marques en France (RTD, Acmat, Panhard), 5 usines de production (Limoges, Fourchambault, Saint-Nazaire, Lisses et Saint-Germain-Laval), et deux centres destinés à la recherche et développement (Versailles et Lyon).
Début 2020, elle annonce 1 500 collaborateurs et quatre sites de production en France, celui de Marolles-en-Hurepoix produisant plus de la moitié des véhicules. L'usine a produit 1 200 véhicules en 2019.

## Produits

### Véhicules blindés
- Véhicule Blindé MultiRôle : VBMR 6X6 « GRIFFON», véhicules de transport de troupes destiné à remplacer en partie le véhicule de l'avant blindé (VAB) au sein de l'armée de terre française dans le cadre du programme Scorpion.
- L'Engin Blindé de Reconnaissance et de Combat (EBRC) « JAGUAR» : un engin de reconnaissance blindé à six roues motrices de nouvelle génération ayant pour vocation à s'intégrer dans des combats en zone urbaine ou montagneuse, dans le cadre du programme Scorpion.
- Véhicule de l'avant blindé (VAB) : blindé médian d'environ 15 tonnes disponible en configurations quatre roues motrices (4×4) et six roues motrices (6×6). Il existe une trentaine de variantes différentes : poste de commandement, observation d'artillerie, ambulance, génie, reconnaissance NBC, porteur de systèmes d'armes (missiles, mortiers, tourelles), maintien de l'ordre (VBMO), etc. Entrée en service en 1975.

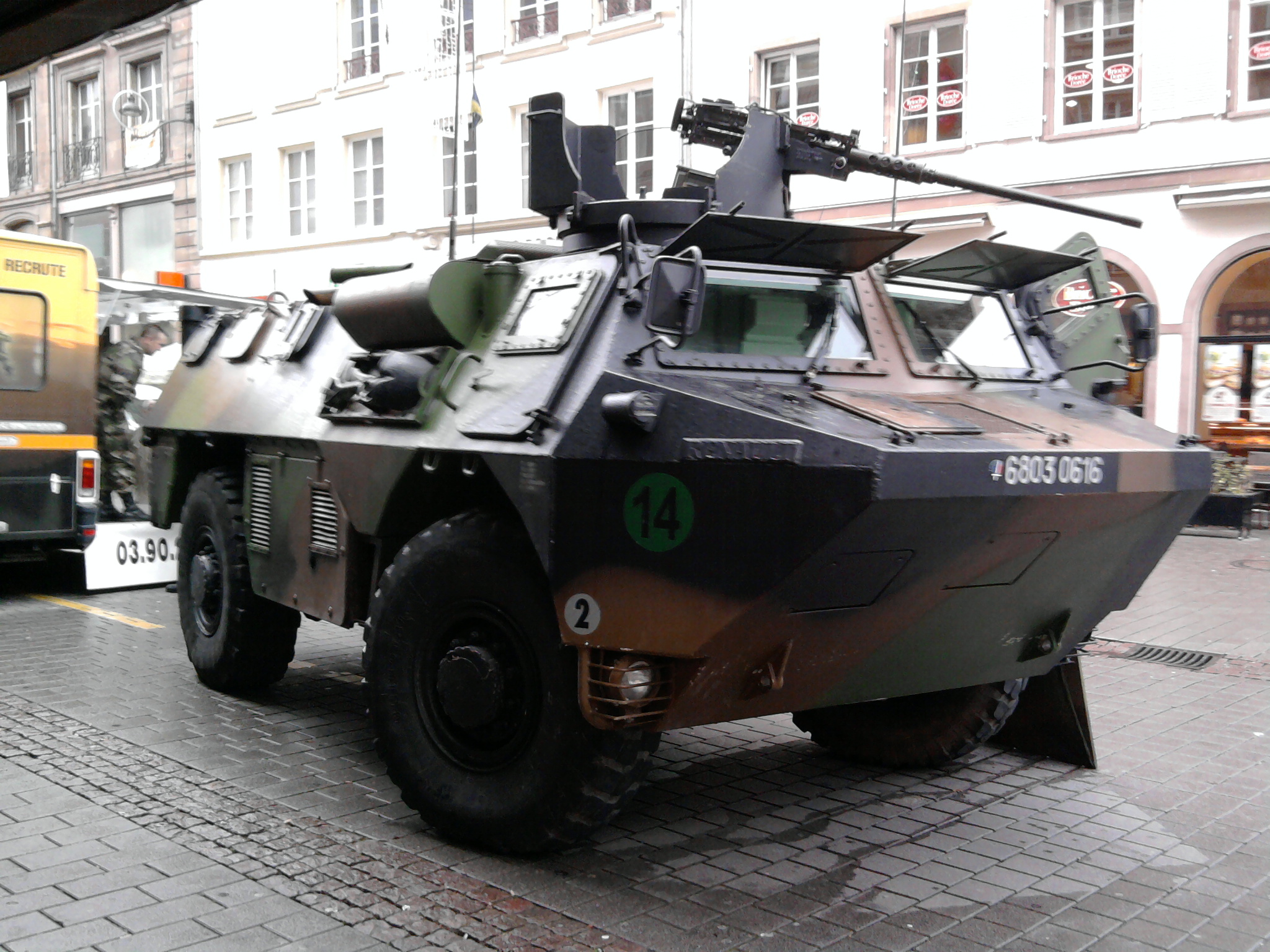
Véhicule de l'Avant Blindé
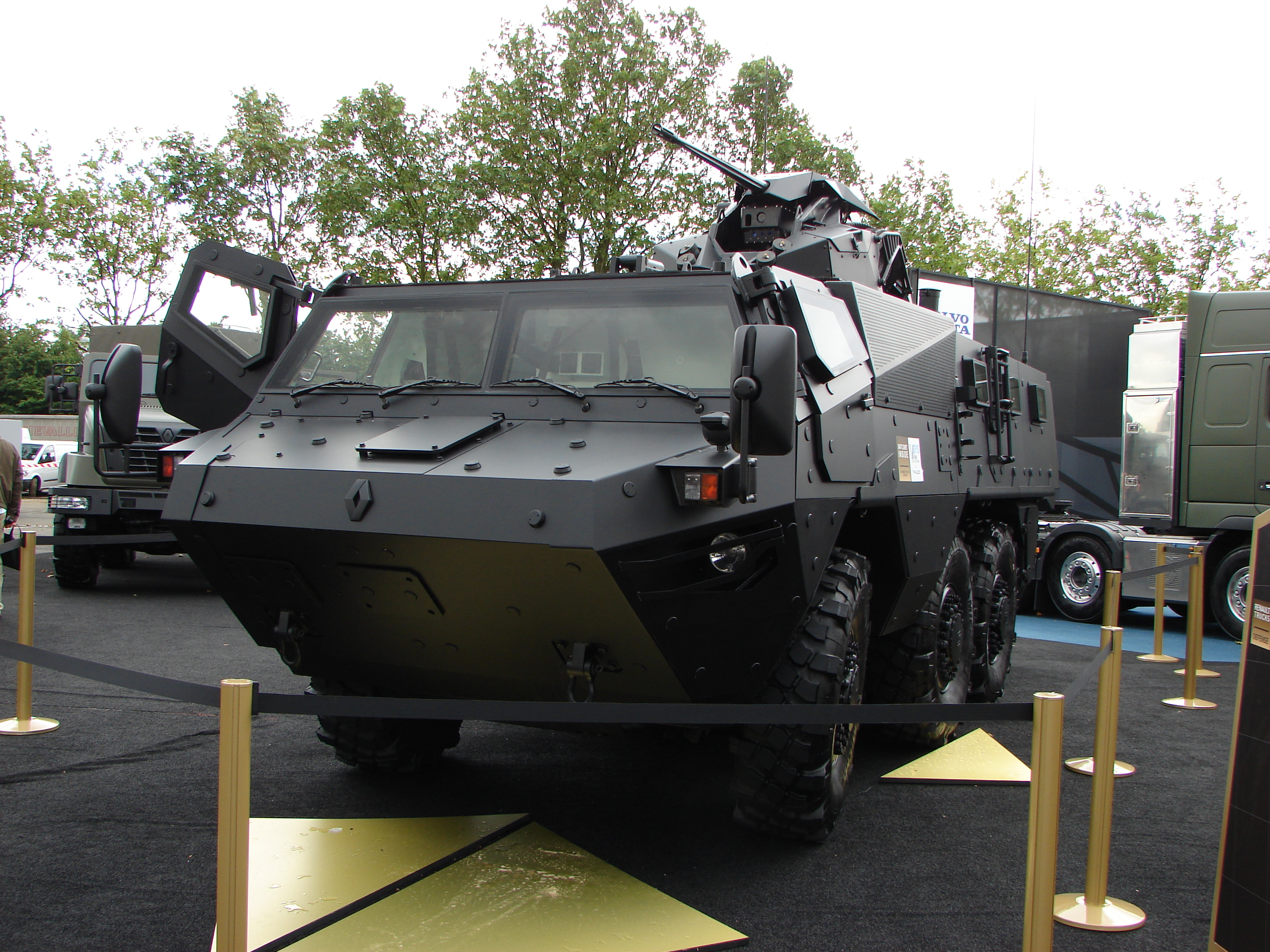
VAB Mark III
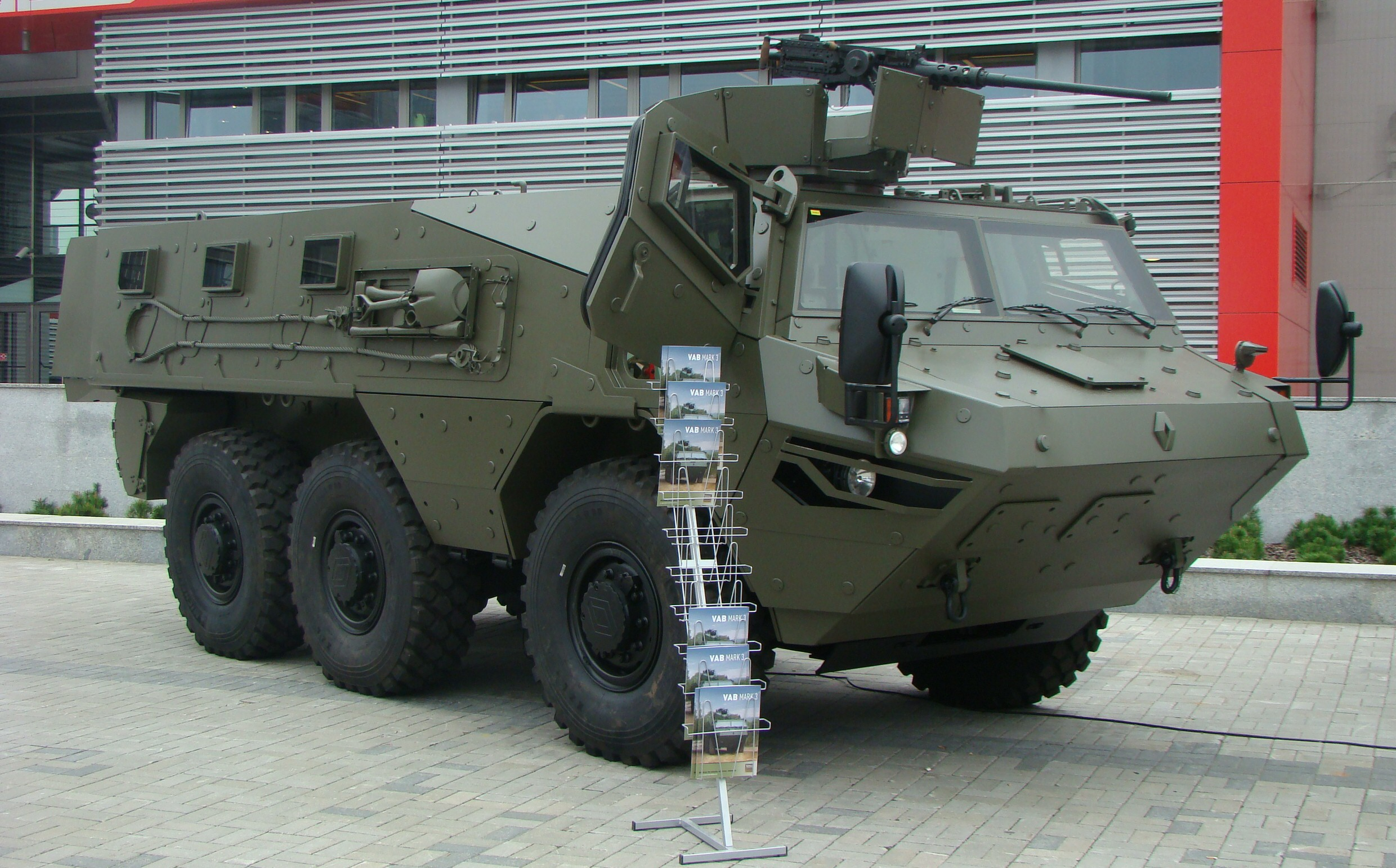
VAB Mk3

- Véhicule blindé léger (VBL)

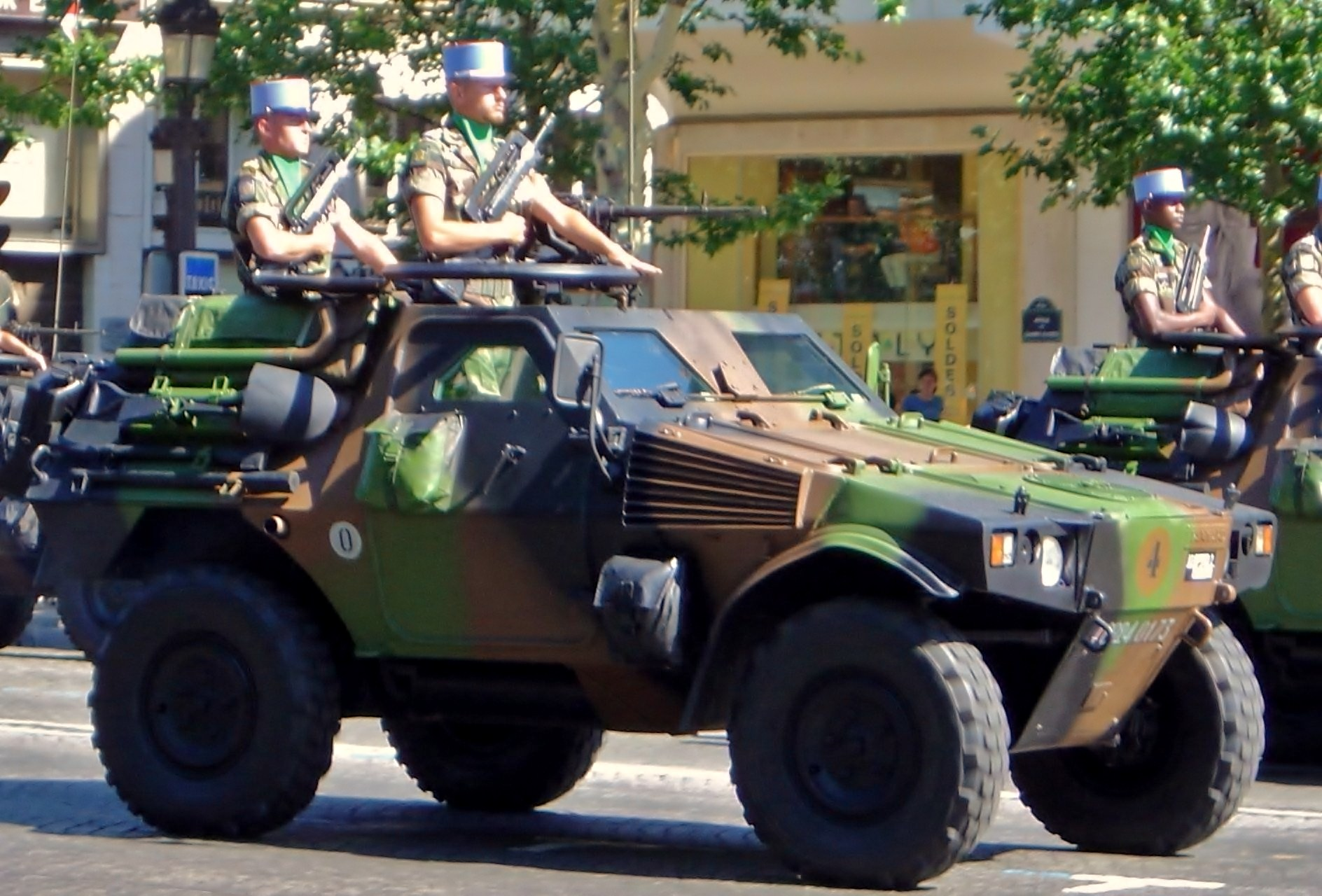
Véhicule Blindé Léger

- MRAP : combinant le camion tactique 6x6 Sherpa Medium 10 avec une caisse blindée en « V », le MRAP de 20 tonnes de Renault Trucks Defense a été dévoilé au salon Eurosatory 2008.
- Armoured Multirol Carrier : concept de blindé médian 6×6 de jusqu'à 22 tonnes dévoilé à Eurosatory 2008.
- Bastion : depuis 2012
- Scarabée : dévoilé en 2018
- Fortress MK-2 : dévoilé en 2020

### Sherpa

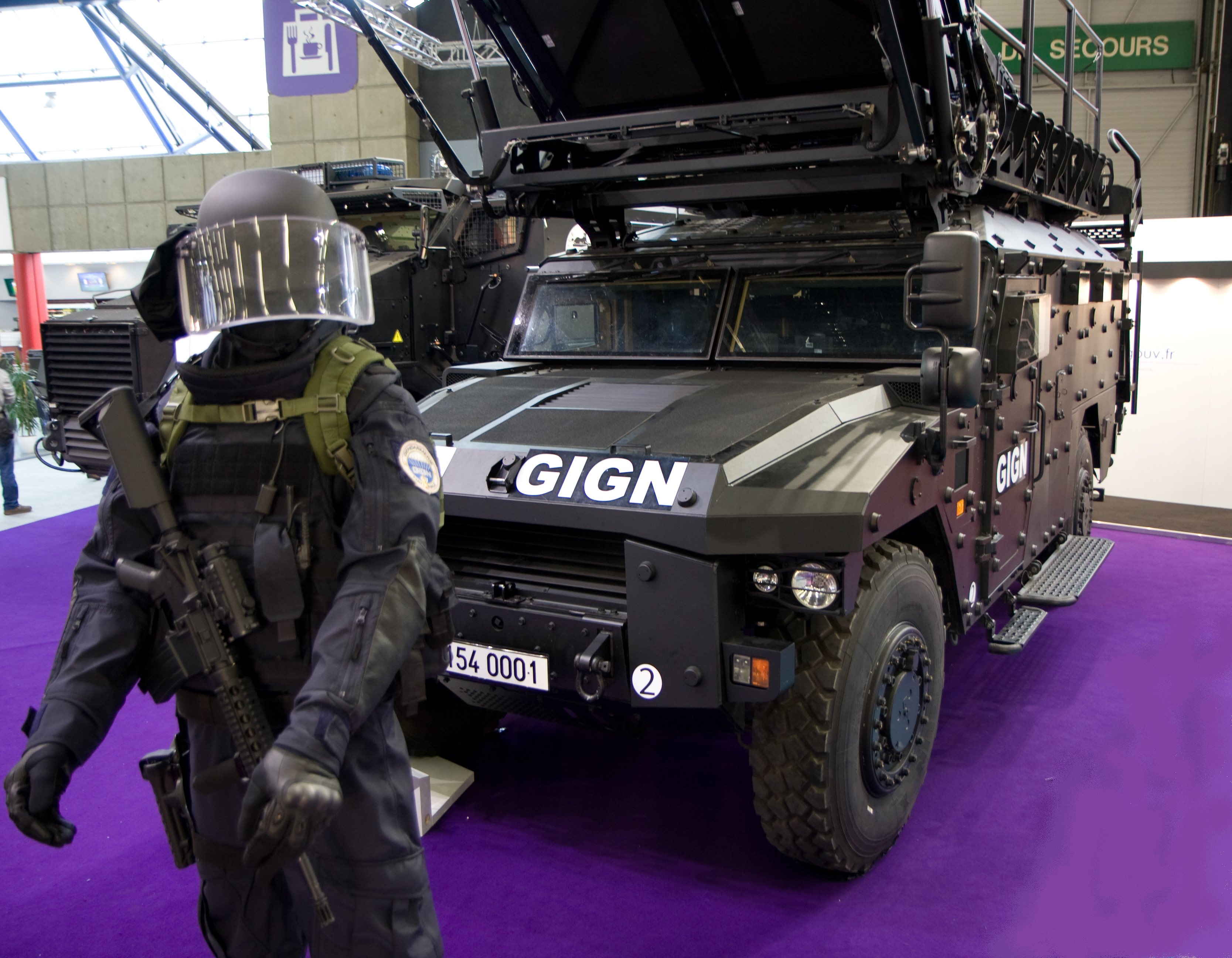
Véhicule d'assaut Sherpa APC du GIGN

La gamme Sherpa Light comprend 6 versions de 7,9 à 11 tonnes :
- Sherpa Light Scout (ex-Sherpa 2), blindé ou non, pour les missions de reconnaissance et patrouille (4-5 hommes) ;
- Sherpa Light Haute Intensité très protégé (4-5 hommes) ;
- Sherpa Light Carrier (ex-Sherpa 3), blindé ou non, avec plateau arrière pour les missions logistiques ;
- Sherpa Light APC (Armoured Personnel Carrier) blindé (ex-Sherpa 3A « Grand Volume ») pour le transport de troupes (10 hommes) ;
- Sherpa Light FS (aussi nommé Sabre) pour les forces spéciales (caisse ouverte pour 4-5 hommes) ;
- Sherpa Light Station Wagon blindé pour le transport de systèmes d'armes comme le MPCV antiaérien de MBDA.Un véhicule Arquus Sabre, dérivé du Sherpa Light, exposé en 2019 avec les logos de l'entreprise.

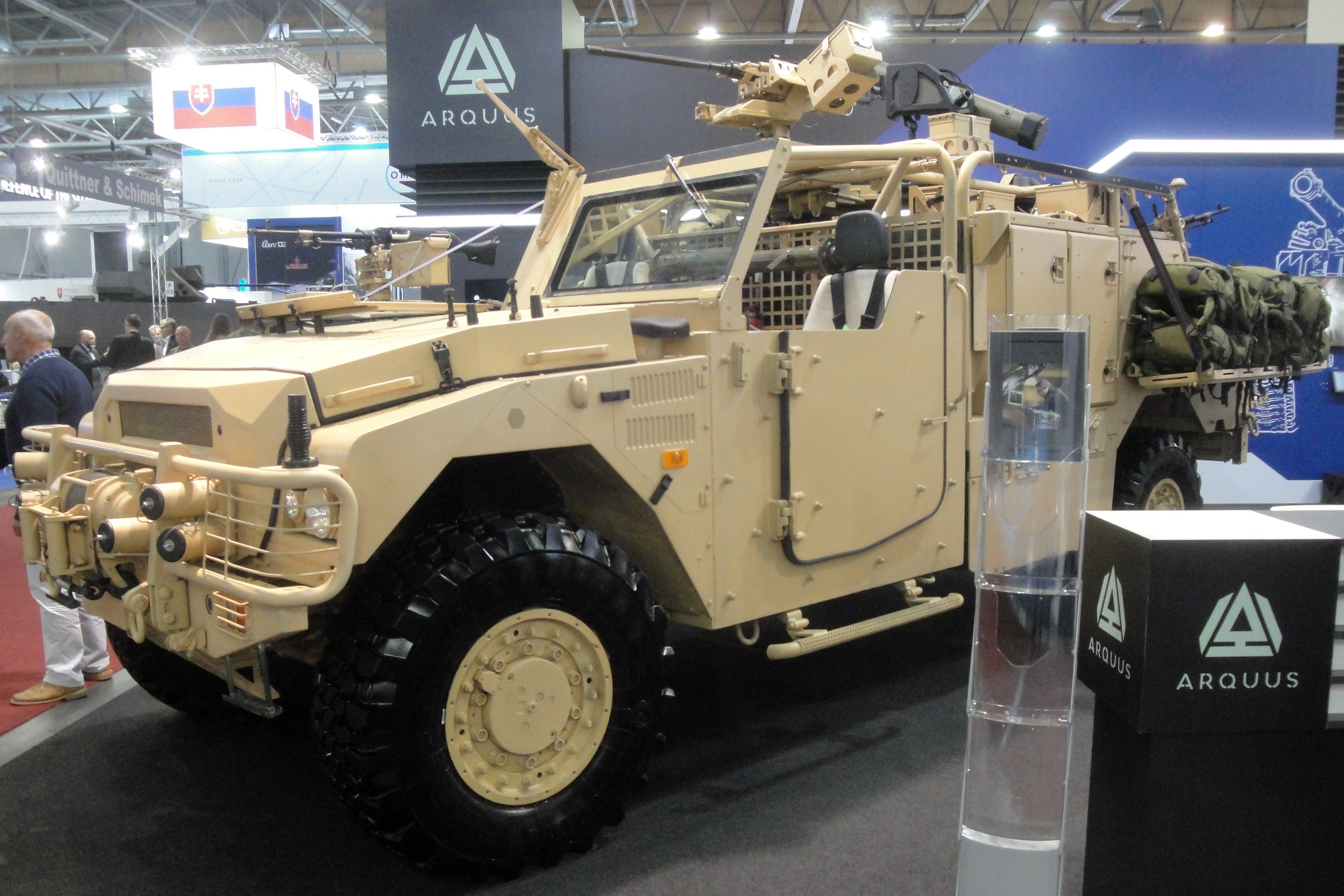
Un véhicule Arquus Sabre, dérivé du Sherpa Light, exposé en 2019 avec les logos de l'entreprise.

Le Sherpa Light a été commandé par l'OTAN, la France et d'autres pays comme l'Égypte ou le Chili pour sa version Échelle d’assaut.

### Camions

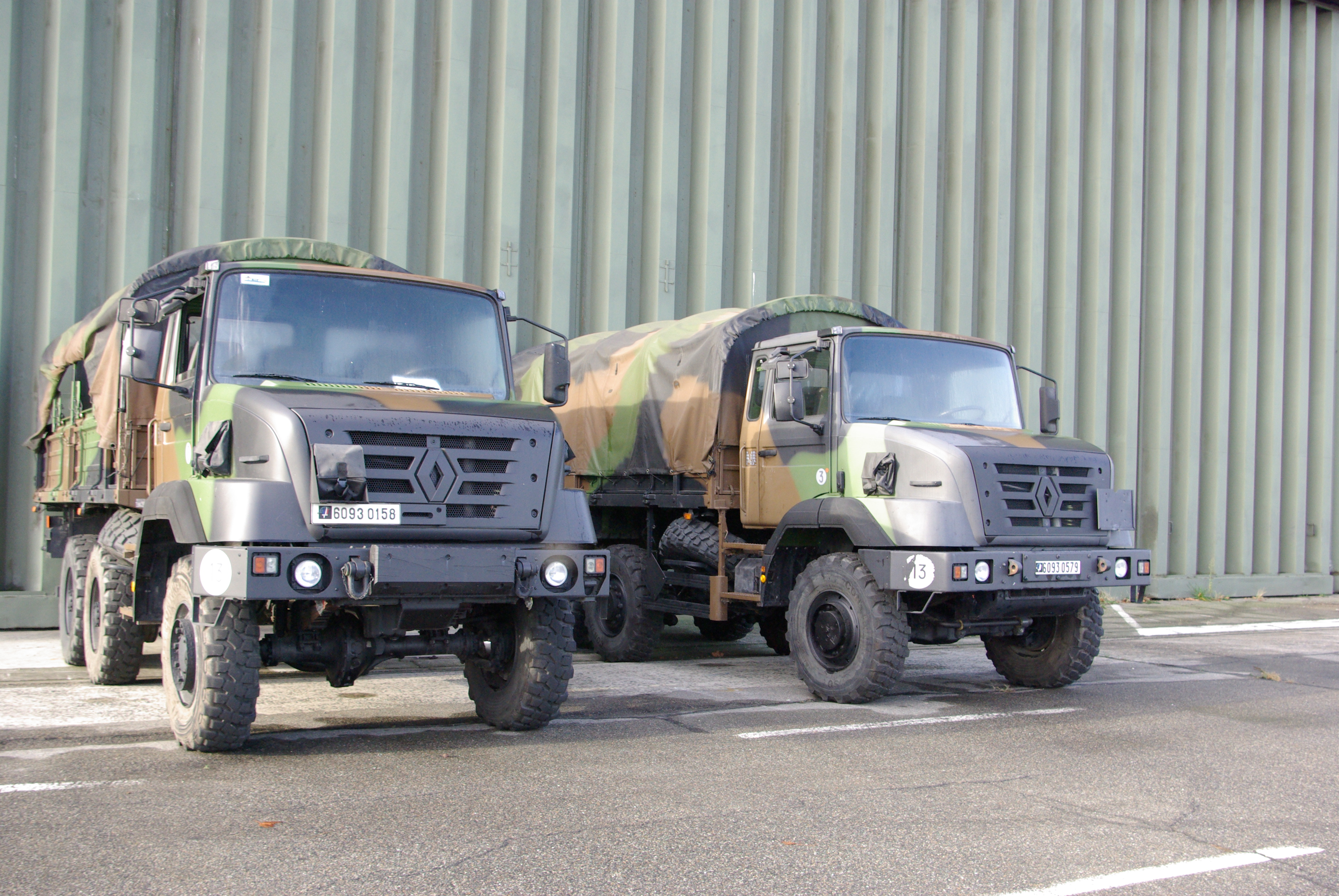
GBC 180 de l'armée de terre française

Elle comprend la gamme des camions VLRA d'ACMAT.
Elle comprend aussi la gamme de camions tactiques 6x6 et 4x4 : les Sherpa 5 et Sherpa 10 de 6 à 12 tonnes de charge utile. Ils se caractérisent par une mobilité tout-terrain. Le Sherpa 5 est en service dans l'armée française comme châssis du système d'artillerie CAESAR de 155 mm et comme véhicule de transport de munitions. Le Sherpa Medium est aérotransportable en Airbus A400M Atlas et C-130 et peut recevoir une cabine blindée.
Le tracteur TRM 700-100 a été conçu pour transporter le char Leclerc.
Les Sherpa 15 et Sherpa 20 plus lourds ne sont plus commercialisés.
La gamme de camions logistiques est dérivée du Kerax civil qui a été militarisé. Elle comprend des porteurs et des tracteurs. Les variantes militarisées se déclinent principalement en configurations 4×4, 6×6, 8×4 et 8×8. Le Kerax est en service dans l'armée française et un grand nombre d'autres pays dont le Tchad.
En 2021, Arquus présente la game Armis qui doit remplacer les GBC 180 et TRM 2000 dans le cadre du programme de succession des camions de l'armée de terre,.

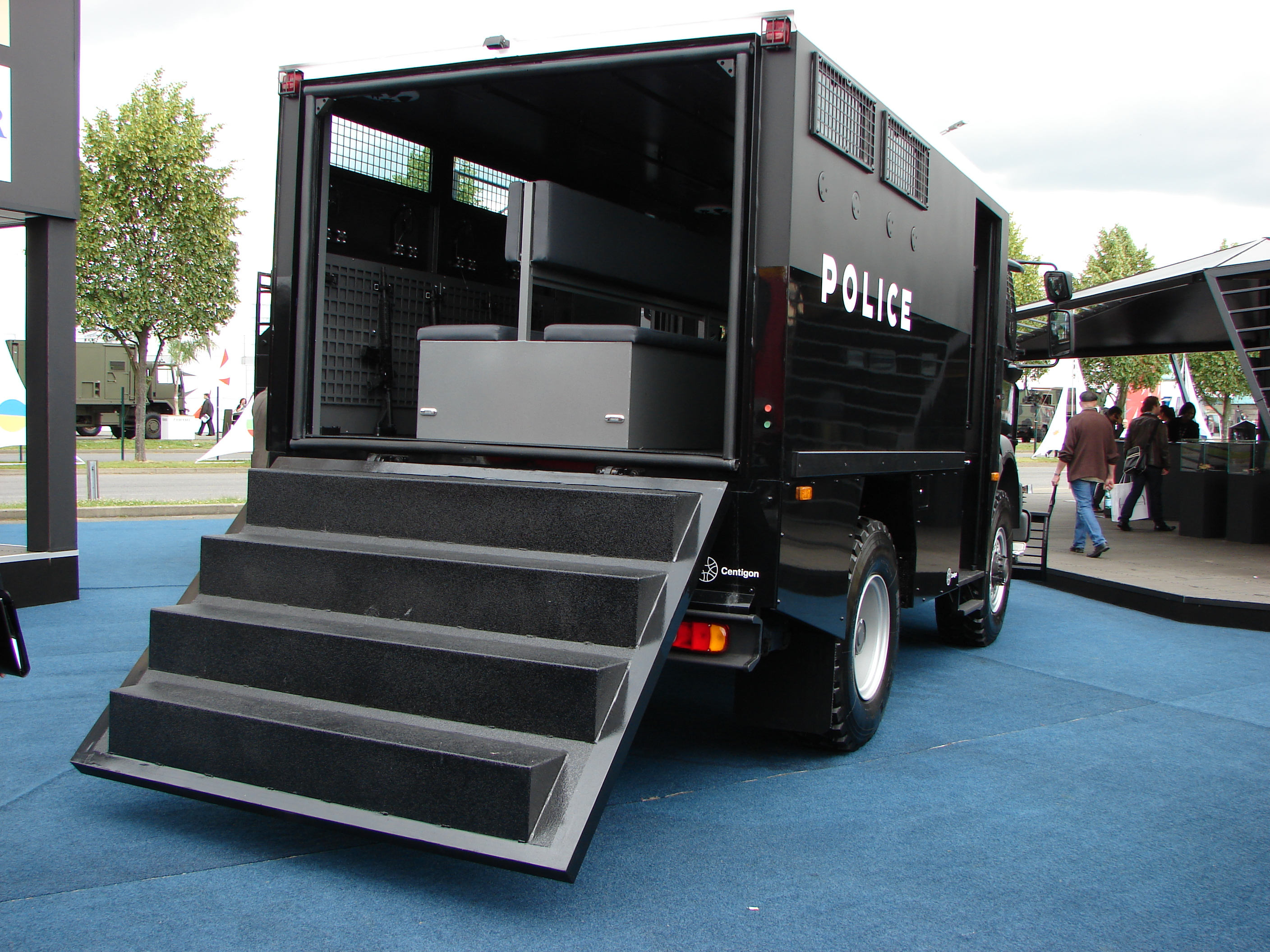
MIDS
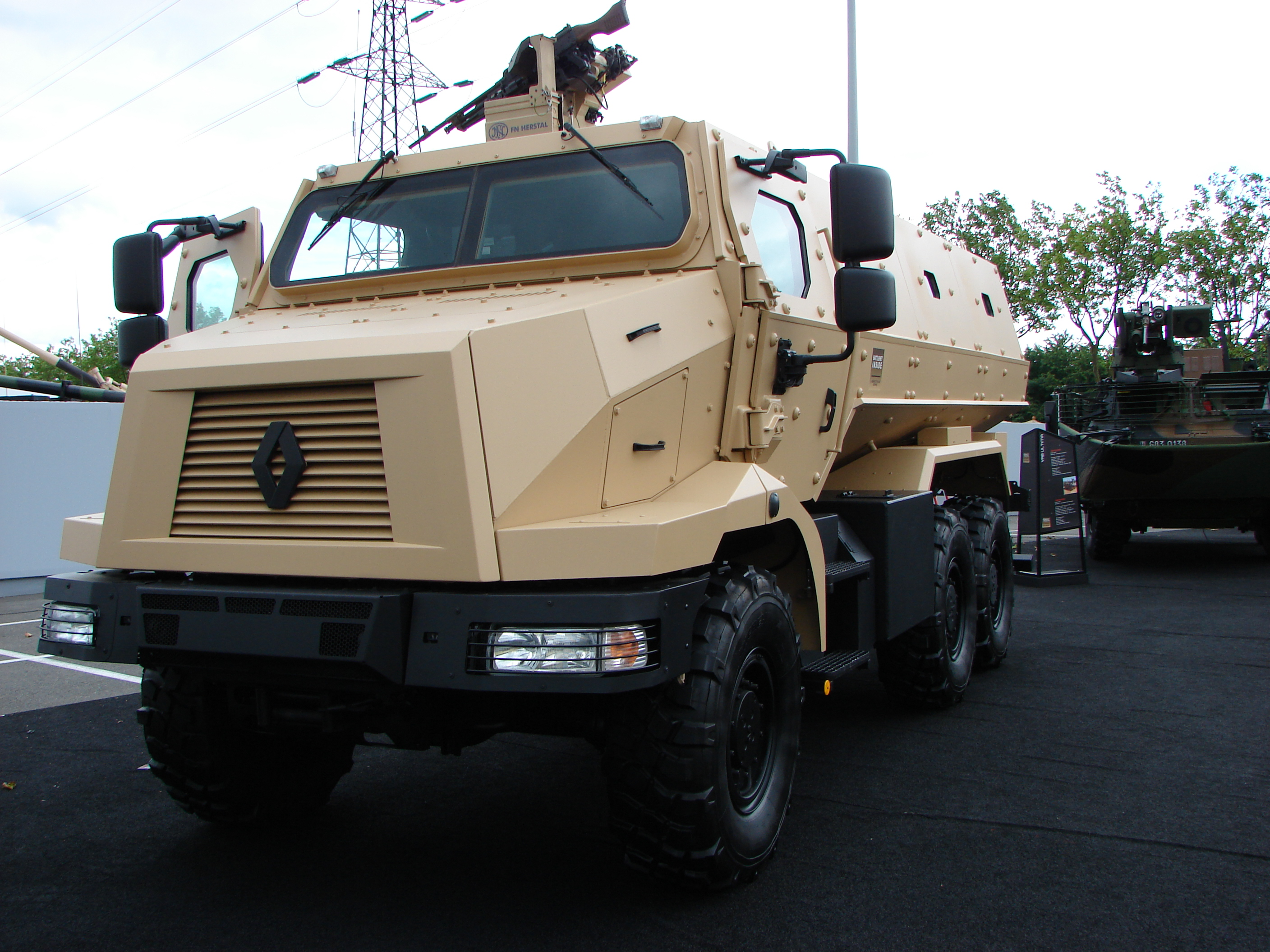
HIGUARD

### Tourelleaux télé-opérés
À travers sa business unit Hornet, Arquus commercialise sa gamme de tourelleaux télé-opérés. Trois variantes sont proposées et ont déjà été commandées par l’armée française:

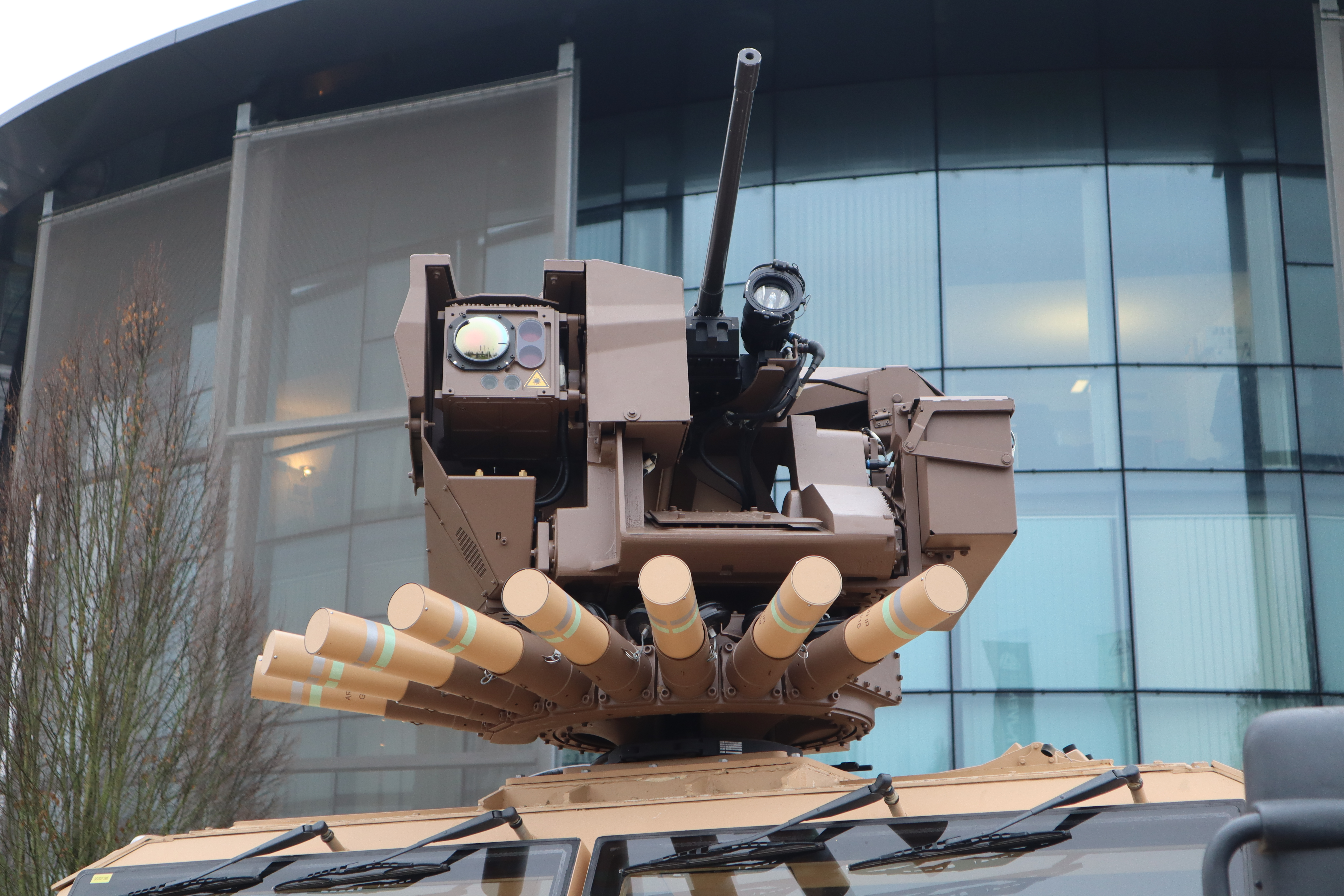
Un tourelleau T1/Hornet

- Hornet (T1) sur le blindé Griffon[23]
- Hornet Lite
- Hornet S équipant le blindé Jaguar[24]
- Hornet Akeron qui combine une mitrailleuse et un lance-missile antichar Akeron MP de MBDA[25]

Après plus de 1 700 exemplaires vendus à l’armée française, ils sont disponibles à l’exportation depuis 2021 en collaboration avec Safran qui est responsable des systèmes optroniques.
Hornet propose aussi différentes solutions intégrées venant ajouter des fonctionnalités au tourelleau.

## Logo

Logos utilisés avant le regroupement des trois composants sous le nom d'Arquus.